# Symbian

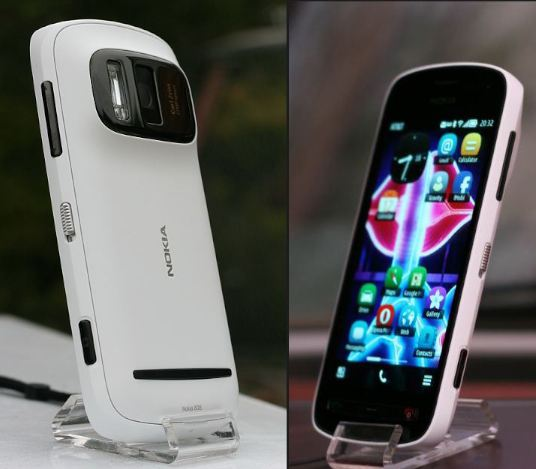
Symbian运行在Nokia 808 PureView上

Symbian（中国大陆译名为“塞班”，其他地区则直接使用英文名称）是一種移动操作系统，由诺基亚公司擁有并且廣泛使用於诺基亚手機上，2013年及以後停止發展。

## 起源
Symbian由Symbian公司設計，由诺基亚收購之後，將其移轉到Symbian基金會，以開放原始碼的形式釋出。它的前身是Psion的EPOC，並且獨佔式的執行於ARM處理器。包含由Symbian公司所提供的相关的函式庫（libraries）、用户界面（user interface）架構和共用工具（common tools）的参考实现（reference implementation）。
诺基亚的智能手机几乎全部使用Symbian系统，同时也为其他一些品牌所使用，但随着2011年诺基亚宣布放弃此系统，开放Symbian系统源代码并停止更新，现今Symbian系统的市场占有率已经极低。
於英國倫敦時間2008年6月24日，诺基亚宣佈，該公司將收購Symbian公司目前尚不屬於诺基亚的52%股份，並將會把Symbian平台完全依據Eclipse開放原始碼授權條款釋出。诺基亚也宣佈將成立「Symbian基金會」，讓各家手機廠商和軟體供應商能夠加入這個聯盟。2008年12月2日，诺基亚宣布完成对Symbian的收购。2009年2月1日，Symbian职员正式成为诺基亚员工，但諾基亞的Symbian作業系統一直被視為過時而無法與勁敵媲美，在智慧手機市場，諾基亞更飽受蘋果iPhone和Android手機威脅，Symbian市占率持續下滑。2011年2月，諾基亞行政總裁宣佈與微軟合作，並推出了使用Windows Phone 7作業系統的智慧型手機。2013年1月，诺基亚宣布，於2012年推出的Nokia 808 PureView，是诺基亚公司最後一款使用Symbian系統的手機，Symbian正式走入歷史。
2014年1月1日起，諾基亞不再提供Symbian與MeeGo兩個作業系統的系統及軟體更新。雖然這兩個作業系統的產品仍能持續下載應用程式，開發者仍能透過軟體市集營收，但無法繼續更新或發佈新的應用程式。

## 設計
以Symbian操作系统为基础的智能手机的用户界面有许多种，包括開放平台像UIQ、諾基亞的S60、S80、S90系列和封闭式平台像NTT DoCoMo的MOAP。這樣的適應性使使用Symbian作業系統的智能手機形成多變的型態（例如折疊式、直板式、鍵盤输入或是触摸笔输入等）。
Symbian是以EPOC為基礎，而它的架構於許多桌上型作業系統相似，它包含先佔式多工、多執行緒和記憶體保護。Symbian的最大優勢是在於它是為便攜式裝置而設計，而在有限的資源下，可以執行數月甚至數年。而這要歸功於节省記憶體、使用Symbian风格的编程理念和清除堆栈。將這些功能與其他技術搭配使用，會使記憶體使用量降低且記憶體泄漏量極少。類似技術也運用於节省磁碟（尽管在Symbian设备中，硬盘通常指闪存）和記憶卡使用空間。而且，Symbian的編程是使用事件驱动，當應用程式沒有处理事件时，CPU會被關閉。這是通过一种叫主動式对象的编程理念实现的。正確的使用這些技術將能夠延長電池使用時間。
這些技術讓Symbian的C++變得非常專業，並有著過陡的學習曲線。然而，許多Symbian的设备也可以利用OPL、Python、Visual Basic、Simkin以及Perl來搭配J2ME和自行開發的Java來使用。

## 競爭對手
Symbian作業系統曾與Windows Mobile、Palm OS、WebOS、Android、iOS等互相競爭，目前Windows Mobile、Palm OS、webOS已失去市場佔有率，而iOS和Android則占据了绝大多数的市场份额。Symbian也與於低階手機使用的內嵌式作業系統互相競爭，而後者傾向由各家廠商自行開發。Symbian與內嵌式作業系統比較，前者的優勢在於它的標準化——該裝置的每個程式執行期能夠互相呼叫動態共享庫（Shared Libraries），還有加入型架構（就是可以安裝軟體）。這些讓功能較複雜的手機能夠以較快的速度開發，有時這會抵消一些Symbian C++的困難度。
Symbian與開放式作業系統Linux，和不開放的Windows Mobile等比較，它的優勢是比較有爭議的。手機製造商和網路營運商比較喜歡Symbian的定制灵活性而較否定Windows CE。儘管這些定制灵活性使得整合Symbian手機更加困難。Symbian系统对硬件架构的局限性和繁琐的应用签名授权也使得在与新生代的操作系统（如Android等）的竞争中力不从心。
由于对社交网络和Web 2.0内容支援欠佳，Symbian的市场份额日益萎缩。其市场占有量从2006年三季度的72.8%逐年下降至2010年三季度的37.6%。自2009年底开始，包括摩托罗拉、三星电子、LG、索尼爱立信等各大厂商纷纷宣布终止研发Symbian平台，转而投入Android领域。2011年初，诺基亚宣布与微软成立战略联盟，发布基于Windows Phone的智能手机，从而放弃经营多年的Symbian，Symbian退市已成定局。

## 架構
最低階的Symbian的基本組成成份包含核心（EKA1或EKA2），允許使用者的應用程式沿著使用者資料庫去要求核心內的東西。Symbian採用微核心架構，但它並不完全是微核心，接近於混合核心，因為驅動程式仍然在核心空間運作。這定義了核心內部所必需的最少功能。微核心架構包含排程系統和記憶體管理，但不包含網路和檔案系統支援。這些用來提供給使用者端伺服器（user-side server）。基本層則包含檔案伺服器，它在裝置內提供類似DOS的顯示模式（每個磁碟機有個代號，反斜線當作目錄定義符號）。Symbian支援數種不同的檔案系統，包含FAT以及Symbian專有的檔案系統，而檔案系統一般是不會在手機上顯示出來。
在基本之上的是可供選擇的系統資料庫，而這提供了該裝置的市場定位，資料庫的內容包含像是字元轉換表、資料庫管理系統和檔案資源管理。
此外，在此有一個很龐大的網路及通訊子系統，這含有三個主要的服務，分別是ETEL（EPOC telephony）、ESOCK（EPOC協定）及C32（序列通訊回應）。每個服務都有模組化方案。例如ESOCK允許不同的『.PRT』通訊協定模組，實現了不同方式的網路通訊協定方案，像是藍牙、紅外線及USB等。
這也有一個龐大的使用者介面碼。即使使用他人製造的使用者介面，除了某些相關服務（例如View Server提供手機間的使用者介面轉換）以外，基本的類別和子結構（UIKON）的所有使用者介面都會出現在Symbian作業系統。而這裡也有很多相關的繪圖碼，就像是視窗服務和字型與點陣圖服務。應用程式架構提供標準的應用程式種類、連結和檔案資料辨識。它也有可選擇的應用程式引擎給予智能手机的基本程式，像行事曆、電話簿等。通常典型的Symbian作業系統的應用程式是分散到各個DLL引擎和圖型化程式，程式就像是包裝紙把DLL引擎包裝在一起。Symbian也提供了一些DLL引擎使程式運用。
當然，有很多東西並沒有一起放入裝置內，像是SyncML，Java ME提供另一組應用程式介面給作業系統及多媒體應用。要注意的是這些都只是framework，程式開發者要能夠獲得從協力廠商提供framework的插件支援（例如RealPlayer使用多媒體解碼器）。這提供了應用程式介面在不同型號的手機可以正常使用的優勢，而軟體開發人員得到更多彈性，但是手機製造商就需要很多的綜合成品來製造使用Symbian作業系統的手機。
Symbian作業系統的裝置製造商也提供名為TechView的使用者介面範例層。這與Psion 5系列的Personal Organiser感覺非常相似，所以它與任何行動電話的使用者介面不太相似，但它還是提供一個基本的方式去個人化使用者介面。這也是需要很多Symbian作業系統測試碼與範例碼的環境中執行。

## 歷史
1980年，David Potter成立Psion公司。
EPOC16：在1991到1998之間Psion發表幾款使用EPOC16作業系統的3系列裝置，亦稱為SIBO。
EPOC OS發布號1~3：5系列的裝置發表於1997，使用EPOC32作業系統。
EPOC發布號4：Oregon Osaris和Geofox 1發表使用ER4。
1998年，在Ericsson、诺基亚、Motorola和Psion的共同合作下成立Symbian公司，目的是整合PDA和手機。
EPOC發布號5又稱Symbian OS v5：5mx系列、7系列、Revo、netBook、netPad、Ericsson MC218和Ericsson R380發佈於1999年，使用ER5系統。
ER5u又稱Symbian OS v5.1：u=unicode。Ericsson R380發表於2000年是第一支使用ER5u系統的手機。這支並不是開放式系統，即無法安裝應用程式。
Symbian OS v6.0與v6.1：有時亦稱ER6。Nokia 9210是第一支開放型手機，使用v6.0，於2001年6月出售。
Symbian OS v7.0與v7.0s。在2003年出現第一批搭載該系統的手機。使用的手機有：UIQ（新力愛立信P800,P900,P910，摩托羅拉A925,A1000），S80（諾基亞9300，9500），S90（7710），S60（諾基亞3230，6260，6600，6670，7610）。
2004年，Psion出售它在Symbian的所有股份。而在同年，第一隻名叫Cabir的蠕蟲病毒被開發，它藉由藍牙傳播至附近的Symbian手機。
Symbian OS v8.0：第一批搭載該系統的手機於2004年問世，提供二種核心選擇（EKA1或EKA2）。不過，一直要到SymbianOS v8.1b才出現搭載EKA2核心的手機。這二個核心外表看來相似，但內部差異極大。EKA1是製造商提供裝置對舊程式的相容度而設計的，而EKA2提供像是更強的即時處理功能。
Symbian OS v8.1：基本上它是優化過的v8.0，並提供8.1a和8.1b兩個版本，分别搭載EKA1與EKA2核心。搭載EKA2的版本8.1b擁有單晶片手機支援，但不包含額外的安全層，因此受到重視即時處理的日本手機製造商的歡迎。
Symbian OS v9.0：這版本並沒有正式發表出來，它在2004年停止開發。
Symbian OS v9.1：2005年初發表最新版本的作業系統。此版本改善了應用程式及其內容的保護。使用新型ARM處理器，這表示軟體開發人員必須要改變安全性設定碼才能正確使用。Nokia N91很有可能是第一個發表搭載該作業系統的手機，Sony Ericsson P990則是緊接在後發表。
Symbian作業系統普遍的保持應用程式的相容性。原則上可分為三階段，分別是ER1~ER5，接著是6.0~8.1b，最後是9.0以後。雖然9.0的工具和安全功能產生很大的改變，不過ARMv5處理器並未取消ARMv4的向下相容支援。
此外，有些Symbian的開發人員聲明說從8.x到9.x會產生比Symbian所聲明的更多複雜的程序，从而增加开发难度。

## 发展阶段
在Symbian发展阶段，出现了三个分支：分别是Crystal、Pearl和Quarz。前两个主要针对通信设备市场，也是出现在手机上最多的，是塞班智能手机操作系统的主力军。第一款基于Symbian 系统的手机是2000年上市的爱立信手机。而真正较为成熟的同时引起人们注意的则是2001年上市的诺基亚9210，它采用了Crystal分支的系统。而2002年推出的诺基亚7650与3650则是Symbian Pearl分系的机型，其中7650是第一款基于2.5G网的智能手机产品，他们都属于Symbian的6.0版本。索尼爱立信推出的一款机型也使用了Symbian的Pearl分支，版本已经发展到7.0，是专为3G网络而开发的，可以说代表了当今最强大的手机操作系统。此外，Symbian从6.0版本就开始支持外接存储设备，如MMC,CF卡等，这让它强大的扩展能力得以充分发挥，使存放更多的软件以及各种大容量的多媒体文件成为了可能。

## 版本发展
Symbian按版本来分，继2005年2月Symbian推出v9.0以来，到目前为止已先后有了6.0、6.1、7.0、7.0s、8.0、8.1、9.0、9.4等几种版本。1999年3月Symbian推出了Symbian5.0作業系统，它的主要内核包含了网路、簡訊、电子邮件、名片簿以及个人訊息助理，同时还具有支援标准网路页面的浏览器，配合java语言的支援，使得Symbian可以运作小型的应用程式。不过这个版本采用的机型甚少，基本上与EPOC没有太多的差别。
Symbian 6.0则在5.0的基础上增加了，GPRS、WAP1.2浏览器以及蓝牙技术的支援，用户可以运作第三方基于C++和J2ME开发的程式。而Symbian 6.1则是和Symbian 6.0相比主要增加了对USB的支持。Symbian 6.0的主要特点是： 支持语音通话和数据通信 ，支持Bluetooth和WAP，配备安全性功能（SSL，HTTPS，WTLS） ，采用16bit Unicode，支持多语言显示 ，采用“PersonalJava 3.0”和“JavaPhone 1.0”。
Symbian 7.0则支持多模式和3G手机（专区），可以让制造商们可以面向全世界推出可以运行于所有网络之上的Symbian OS手机，而且可以不对代码进行重大改动的情况下就可以重新使用许多目前已有的软件应用。7.0包含一些新的通讯、消息、联网和应用开发技术，并对一些与安全和认证相关的功能进行了改进。Symbian OS 7.0的其他功能包括：支持灵活的用户界面，例如诺基亚的Series 60；支持几种音频/图像格式和许多面向游戏开发人员的API；全力的加密和认证管理，基于安全通讯协议（包括HTTPS、WTLS和SSL）及认证的应用安装；和Over-the-air（OTA）SyncML同步支持。
2004年2月，Symbian在授权LG等公司的时候，发布了Symbian8 .0版本。该版本改善了实时系统性能，提高了原有操作系统的兼容能力。此外，Symbian OS 8.0的软件工具改进了远程接入控制系统功能，运用调节装置消除手机用户使用增值服务时会受到的干扰。这个系统包含了绝对现代化的多媒体和Java设备，支持多种标准，其中包括JSR118，CLDC1.1（JSR139），MobileMedia（JSR135），3D图像数据（JSR184），JTWI 1.0 c（JSR185）。最后，新版OS还支持SDIO。
2005年2月，Symbian推出v9.0，它支持更高像素数码相机与三维游戏动画，可以处理200万像素的数字图片，能够向无线耳机传送立体声音乐，不需要同步软件就能够从PC上导出MP3文件。

## 安全性
Symbian在早期易受手机病毒的威脅，如Cabir病毒。通常它們都靠藍牙傳播。不過，所有安裝程式都會詢問使用者要不要安裝，而未獲信任的程式都會有顯著的提示。其实，一般的使用者不需要擔憂這些惡意程式的騷擾，因為已安裝的程式即使沒有獲得數位簽證，理論上程式也不會去執行有危險的程序，像經由付費方式傳輸資料，因為這是可以被追蹤的。程式開發人員可以經认证網站使。
下列是常見的惡意程式，但所有惡意程式都需要使用者去執行它（也就是不會不知不覺的中毒）。
- Drever.A是SIS格式的惡意程式，安裝之後會嘗試去停止Simworks和卡巴斯基的Symbian防毒軟體。
- Locknut.B是假裝為作業系統補丁的SIS格式惡意程式。安裝以後將丟去一個位元使得有問題的系統服務部份瓦解，這会阻止用户開啟任何軟體。
- Mabir.A是多了MMS功能的Cabir。這兩支病毒都是同一個作者寫出來，也有很多相似的原始碼。當病毒發作時，它會藉由藍牙尋找手機，一發現其他手機就開始複製。
- Frontal.A是修改一個檔案而使手機無法重新開機的SIS病毒。當使用者試圖重新開機，將在重新開機時死機，且無法解毒。只有按下格式化手機的快捷鍵才能解決，但所有資料將會消失。不過，該病毒並無法自己散播。最有可能的傳播途徑是使用者藉由P2P取得該檔案。

在Symbian S60V3后，为了防止手机恶意程序的蔓延，Symbian启用了强制签名认证。没有获得签名的应用将无法安装，应用程序也无权对系统文件夹（如private、resource、sys、system）进行操作。

## 開放性
一個普遍的共同問題是Symbian並不是"開放"的。它並沒有開放到核心源代码（源代码从沒有公開）。然而，几乎所有源代码都提供給使用Symbian的手機製造商和其他合作夥伴。再者，很多應用程序接口（API）都有公開其技術文件，使任何人都可以開發Symbian的软件。這與其他傳統的嵌入式作業系統形成對比，因為後者除了Java程序以外並無法提供任何後繼市場的软件。
2011年3月30日诺基亚公司的开源项目主管 Petra Soderling 以“We are Open”为名在诺基亚官方博客宣称Symbian从即日（即2011年3月30日）起，新一代的Symbian操作系统的绝大源代码将上传到collab.symbian.nokia.com网站（此域名现已无法访问），供平台开发合作伙伴下载进行再开发。也就是说任何人、任何公司都能无条件使用Symbian代码。因为诺基亚在3月份和微软合作开发Windows Phone 7，并将其作为诺基亚手机的主打系统，虽然会继续保持对其的技术支持，包括提供开发工具和SDK等形式，但不再提供对Symbian系统进行更新。

## 使用Symbian作業系統的裝置
- Ericsson R380（2000年）是第一款在市場銷售的Symbian智能手機。然而將這款手機稱為智能手機的說法是可能有疑問的，因為它無法安裝軟體的特性凸顯其為完全封閉的裝置。
- 2001年的Nokia 9210 Communicator智能手機（32-bit 66 MHz ARM9的RISC CPU），2004年的Nokia 9300和Nokia 9500則使用S80。
- UIQ：最常使用於PDA像是2002年的Sony Ericsson P800、2003年P900、2004年P910、P990、W950、2007年Sony Ericsson P1i、W960，Motorola A920、A925、A1000，DoCoMo M1000，BenQ P30、P31，和Nokia 6708都使用此界面。
- 2002年的S60。
- 2004年的Nokia 7710使用S90。
- Fujitsu、Mitsubishi、Sony Ericsson和Sharp這些使用於日本的NTT DoCoMo手機共同開發名為FOMA的平台。
- 最后一款使用Symbian的设备是Nokia 808 PureView（2012年）

2006年11月16日，已有超過100萬部Symbian OS手機發佈。2009年7月21日，已有超過250萬部Symbian OS手機發佈。

## 開發
在Symbian的架構上有多種不同的平台，他們提供不同的軟體開發套件（SDK）給程式開發人員，最主要的分別是UIQ和S60平台。個別的手機製造商，或是同家族系列，通常也在網路上提供可下載的SDK和軟體開發延伸套件（Symbian Developer Network）。SDK內含說明文件、表頭檔案、資料庫和在Windows運作的模擬器（WINS），到了Symbian v8，SDK加入了該版本的GCC編譯器（跨平台編譯器），才能夠正常在裝置內使用。
由於Symbian v9使用新的ABI，所以需要一個新的編譯器。在SDK方面來說，UIQ提供簡化的framework使得單一的UIQ SDK提供所有使用UIQ3的裝置的開發基礎，使用UIQ3的裝置像Sony Ericsson P990、M600和P1i。
Symbian C++程式設計在市售的整合式開發環境（IDE）之下完成。之前較常見的是Visual Studio，但是以現在的Symbian版本，比較偏愛於Symbian版的CodeWarrior。不過在2006年Nokia的Carbide.c++將會取代CodeWarrior。預期Carbide.c++會釋出不同版本：其一個免費版（Carbide.c++ Express）允許使用者在模擬器上去設計軟體原型。
還有為Symbian設計的Borland IDE。Symbian作業系統也可藉由社群的技術開發而在Linux和Mac OS X的環境下開發，有些部份Symbian允許公開key tool原始碼。有一個插件允許在Apple的Xcode IDE for Mac OS X的環境下開發Symbian應用程式。
開發完成後，Symbian的應用程式需要找一個管道傳輸到消費者的行動電話。它們通常包裝成SIS檔案，透過電腦連線、藍牙或是記憶卡。一個替代方案是去找手機製造商來合作使手機內建該程式。但是在Symbian OS 9的SIS檔案會稍稍不易推廣，原因是每個程式都至少要擁有Symbian的簽署才能安裝在該作業系統的手機。
Java ME for Symbian的應用程式是使用正式的技術開發工具像是J2ME無線套件。它們包裝成JAR或JAD檔案。其他像是名為SuperWaba的工具是提供建立Symbian OS 7.0或7.0s的Java應用程式。

## 綜合Symbian平台
Symbian平台是一個開放源碼的作業系統及系統平台，包括Symbian OS的核心，S60，UIQ及MOAP用戶界面。這個計劃由Symbian基金會積極開發中。
綜合Symbian平台是Symbian OS的後繼者，由Symbian基金會於2009年4月正式推出。
Symbian1，首發版本。採用Symbian OS及S60 5th版本（基於Symbian OS 9.4），因此它並沒有開放源碼。
Symbian2，首個自由版稅版本的Symbian。雖然部分的Symbian2是採用EPL授權，但大部分的源碼是採用專利的SFL授權及只提供給Symbian基金會的會員。因此，2010年2月宣佈時並沒有手機一同發佈。2010年6月1日，部分日本公司如DoCoMo及Sharp宣佈發佈使用Symbian2的智能手機。
Symbian3，2010年2月15日宣佈，跟隨月初整個Symbian代碼庫的釋放，是首個完成開放源碼的Symbian。新功能如對HDMI的支持，新的二維和三維圖形架構及用戶界面的改進，如改進的一致性。它有一個點選菜單和三個定制畫面。Symbian3 SDK將於2010年10月發佈。
| 版本                     | 使用手機 |
| ------------------------ | --- |
| Symbian1 （對應S60 5th） | - Nokia 5230 - Nokia 5250 - Nokia 5530 XpressMusic - Nokia 5800 XpressMusic - Nokia C5-03 - Nokia C5-06 - Nokia C6-00 - Nokia X6-00 - Nokia N97 - Nokia N97 mini - Sony Ericsson Satio - Sony Ericsson Vivaz - Sony Ericsson Vivaz Pro - Samsung i8910 |
| Symbian2                 | - DoCoMo F-06B（由Fujitsu生產） - DoCoMo F-07B（由Fujitsu生產） - DoCoMo F-08B（由Fujitsu生產） - DoCoMo SH-07B（由Sharp生產） - Fujitsu F-10B - Fujitsu Raku-Raku PHONE 7                                                                             |
| Symbian3                 | - Nokia C6-01 - Nokia C7-00 - Nokia E7-00 - Nokia N8-00 |
| Symbian Anna             | - Nokia T7-00 - Nokia X7-00 - Nokia E6-00 - Nokia 500 - Nokia 801T - Nokia 702T - Nokia Oro - 所有Symbian3手机均可升级至Symbian Anna |
| Nokia Belle              | - Nokia 603 - Nokia 700 - Nokia 701 - Nokia 808 Pureview - 所有Symbian3和Symbian Anna手机均可升级至Nokia Belle |

## 外部連結
- Symbian官方網站
  - （页面存档备份，存于）
  - UIQ，UIQ科技
  - UIQ研發處：UIQ研發官方網站，可下載免費的UIQ 3 SDK。
  - Symbian Signed，an application signing and verification process
- （页面存档备份，存于）
  -  News and information site for Symbian OS powered phones with active forum（页面存档备份，存于）
  -  An active Community portal for mobile developers, device makers, and carriers interested in symbian devices （页面存档备份，存于）
  - My-Symbian Symbian OS Communicators and Smartphones Info Center, with active discussion forum
  - OS OpenSource Community Center，This site is dedicated to the development of Open Source programs for SymbianOS. （页面存档备份，存于）
- a Symbian C++ developer portal with news, forums, tutorials and more（页面存档备份，存于）
- S60 platform's official site
- 3-Lib Psion and Symbian software.
- Symbware Directory of freeware and open source software for Symbian OS.
- Symbian Watch Symbian blog.
- Symbian Freak Website for smartphone users, with a smart phone discussion forum
- Symbian Wiki
- Carbide.c++ is an Eclipse-based IDE for Symbian C++ development, developed by Nokia. Available in 2006
- （页面存档备份，存于）
- OPL的歷史
- Symbian 1980－2004年的歷史